# Lathropus parvulus
Lathropus parvulus is een keversoort uit de familie dwergschorskevers (Laemophloeidae). De wetenschappelijke naam van de soort werd in 1878 gepubliceerd door Antoine Henri Grouvelle.